# Babylon (groupe)
Pour les articles homonymes, voir Babylon.
Ne doit pas être confondu avec Babylone, groupe algérien des musiques du monde.
Babylon est un groupe de hard rock est-allemand, originaire de Berlin-Mitte.

## Histoire
Après avoir quitté le Peter Holten Septett, Victor Heyse, Dieter Wiesjahn, Bernd Schwitzke, Michael Peglau et Bernd Bangel fondent le groupe amateur Babylon en avril 1975 afin de concrétiser leurs propres idées musicales. À l'exception de Peglau, ils avaient déjà joué ensemble dans les groupes scolaires The Dandies et Combo 2000. Harald Wittkowski vient de Joco Dev.
En 1976, il y a un premier remaniement du groupe. Wolfgang Paule Fuchs, qui avait déjà joué avec Joco Dev, est le batteur et Manfred Hennig, anciennement de Neue Generation, prend les claviers. Le chant double et les passages mélodiques des deux guitares sont typiques de cette formation. La Rundfunk der DDR produit le premier titre Gestern kamst du, Jeder Abend, le groupe reçoit le titre d'"Orchestre de danse amateur exceptionnel de la RDA" et une médaille d'or au festival des travailleurs. Deux tournées de concerts à travers l'Union soviétique suivent. La percée du groupe vient avec le titre Dshigiten Legend (texte: Karl Werner Plath). Les compositions sont de Wiesjahn, qui est le seul à avoir étudié la musique dans le groupe jusqu'à la dissolution. Mais avec le succès, il y a aussi des divergences d'opinion sur le futur style musical du groupe.
En 1978, Fuchs et Hennig quittent le groupe et fondent le groupe de musique électronique Pond. Quand Heyse est enrôlé dans la NVA, le groupe s'arrête. Wiesjahn forme à nouveau le groupe. Frank Powileit (guitare), Hilmar Holz (chant) et Horst Trumpelmann (batterie) rejoignent le groupe, ils sont déjà des musiciens professionnels. Le groupe commence à se faire connaître en tant que groupe de hard rock et est inspiré par le son d'AC/DC. Mais les succès ne sont pas là.
Wiesjahn réorganise le groupe en 1981 et donne un nouveau concept musical aux nouveaux membres. Detlef Volquardsen est le chanteur, le guitariste Michael Hein vient du groupe Metropol et Christian Weise aux claviers de Regenbogen, Rainer Butschke est à la batterie. Des titres sont diffusés à la radio, notamment Dynamit. En 1983, Bela Ujlaki du groupe de Leipzig Rock-Phonie remplace Michael Hein à la guitare. Le groupe est de plus en plus connu grâce à d'autres représentations à l'étranger et aux apparitions dans les émissions jeunesse de la Deutscher Fernsehfunk.
À l'été 1985, le groupe subit de nombreux remaniements. Wiesjahn passe de la basse à la guitare et est remplacé par Hubert Ranft. Le deuxième guitariste est Andrej Horvath, qui avait déjà joué avec Formel I. Carsten Heinrich, du groupe Triolog, est le nouveau batteur. Le groupe se retire pendant plusieurs semaines puis parcourt avec succès la RDA. Début 1986, la percée a finalement lieu. Le groupe produit plusieurs morceaux à la recherche d'un nouveau son dans la salle de répétition. Le titre Geisterstunde entre dans la programmation de l'émission Beatkiste et devient numéro 1 pendant six semaines. Enfin, le label est-allemand Amiga réagit et publie le titre sur un single. En janvier 1988, Horvath rejoint Modern Soul Band. Le nouveau guitariste est Wolfgang Densky, qui jouait auparavant dans Formel I. Le groupe joue jusqu'à sa dissolution en 1989, produit de nouveaux titres (Tschernobyl, Lebe wohl) et en 1988, obtient enfin la possibilité de publier son premier album.

## Discographie
Single
- 1986 : Geisterstunde / Wir rocken los (Amiga)

Album
- 1988 : Dynamit (Amiga)

## Source de la traduction
- (de) Cet article est partiellement ou en totalité issu de l’article de Wikipédia en allemand intitulé « Babylon (Band) » (voir la liste des auteurs).